# Kristen (lettertype)
Kristen is een casual script (handgetekend) lettertype ontworpen door George Ryan van International Typeface Corporation (ITC).
Het is gebaseerd op een handgeschreven menu van een restaurant in Cambridge, Massachusetts, waar de naam ook van is afgeleid. Het lettertype heeft twee zwaartes en heeft een organische structuur die doet denken aan een kinderhandschrift.
Een TrueType-versie van Kristen is aanwezig in Microsoft Office 2000.